# Судники (Браславский район)
Судники (бел. Суднікі) — деревня в Браславском районе Витебской области Беларуси. Входит в состав Тетерковского сельсовета.

## География
Деревня находится в западной части Витебской области, к югу от автодороги Р-14, на расстоянии приблизительно 8 километров (по прямой) к востоко-юго-востоку от города Браслав, административного центра района. Абсолютная высота — 146 метров над уровнем моря. Площадь населённого пункта — 0,2207 км².

## История
По состоянию на 1905 год, в деревне проживало 146 человек (78 мужчин и 68 женщин). В административном отношении входила в состав Перебродской волости Дисненского уезда Виленской губернии.
В 1921 году входила в состав гмины Пшебродзе Дисенского повета Виленского воеводства Второй Польской республики. Числилось 167 жителей (84 мужчины и 83 женщины), проживавших в 34 домах. В этническом составе населения того периода поляки составляли 52,1 %, белорусы — 46,1 %, литовцы — 1,8 %. В конфессиональном составе населения преобладали католики (97 %), также были представлены православные христиане (3 %).

## Население
По данным переписи 2019 года, в деревне проживало 7 человек.
| Год  | Население, человек |
| ---- | ------------------ |
| 1905 | 146                |
| 1921 | ↗ 167              |
| 2009 | ↘ 9                |
| 2019 | ↘ 7                |